# Sätra, Stockholm
Sätra är en stadsdel i Söderort inom Stockholms kommun. Sätra gränsar till stadsdelarna Bredäng och Skärholmen, samt till Segeltorp i Huddinge kommun och Kungshatt i Ekerö kommun.
Ytan uppgår till 279 hektar land och 48 hektar vatten. Högsta punkt är Sätra berg som ligger 71 m ö.h., här finns sedan 1969 Sätra vattentorn. Stadsdelen avgränsas i norr av Mälaren och i söder av Södertäljevägen E4/E20.

## Äldre historia

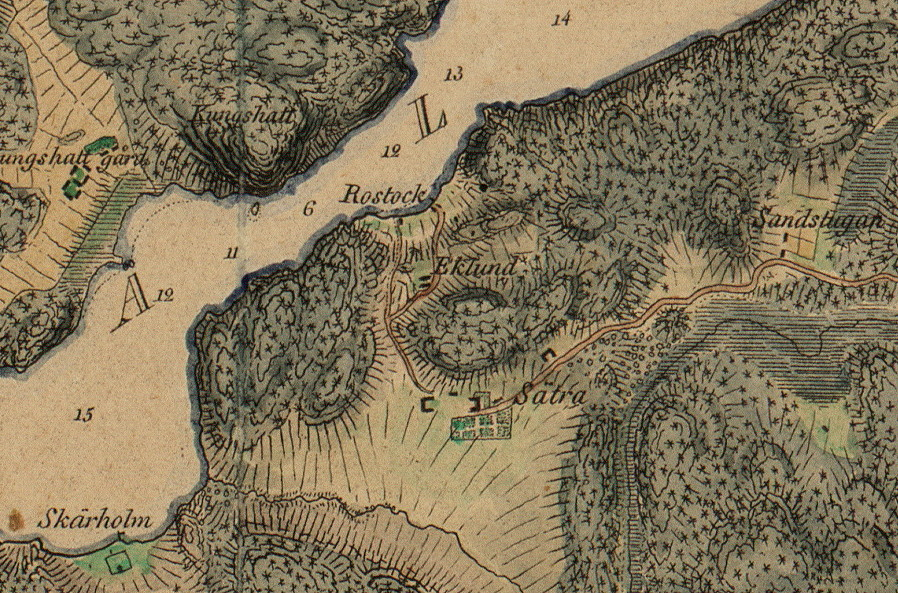
Sätra gård med omgivning 1817.

Området tillhörde tidigare Sätra gård och fram till 1960-talet var den enda bebyggelsen de mindre torpen Sätra, Kärrtorp och Eklund. I slutet av 1950-talet var Sätra
fortfarande en lantlig idyll med ett levande jordbruk. Sätra gård omnämndes redan 1376, då Bo Jonsson (Grip) köpte gården. Den blev ett säteri 1619 och har nu adressen Sätragårdsvägen 6. De nuvarande byggnaderna är från 1700-talet.
Sätra varv startade sin verksamhet 1878 och där byggde man bland annat pråmar ända fram till 1935. I anslutning till varvet ligger de hus som arbetarna på varvet bodde i. I det så kallade Varvsarbetarhuset har numera konstnärer sina ateljéer. Ibland arrangerar man konstkurser och workshops.

## Nyare historia

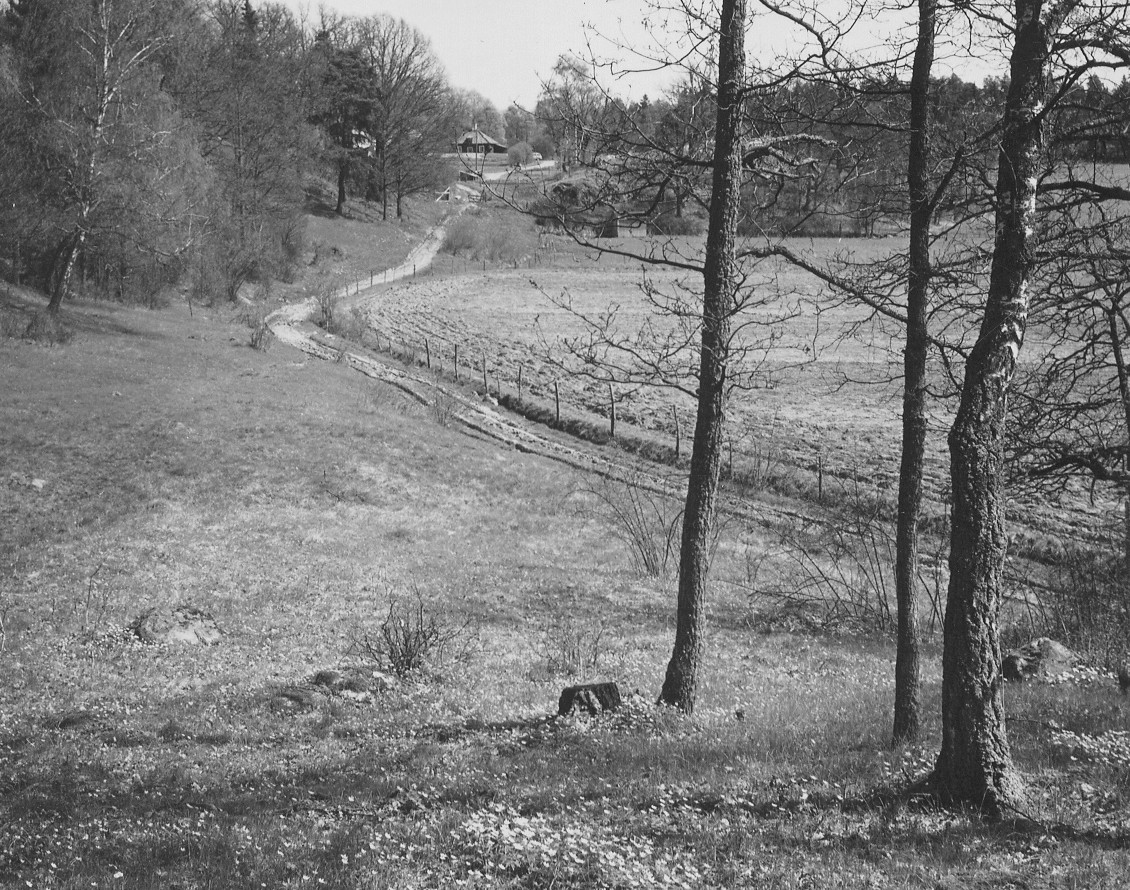
Vägen upp till Sätra gård 1958.

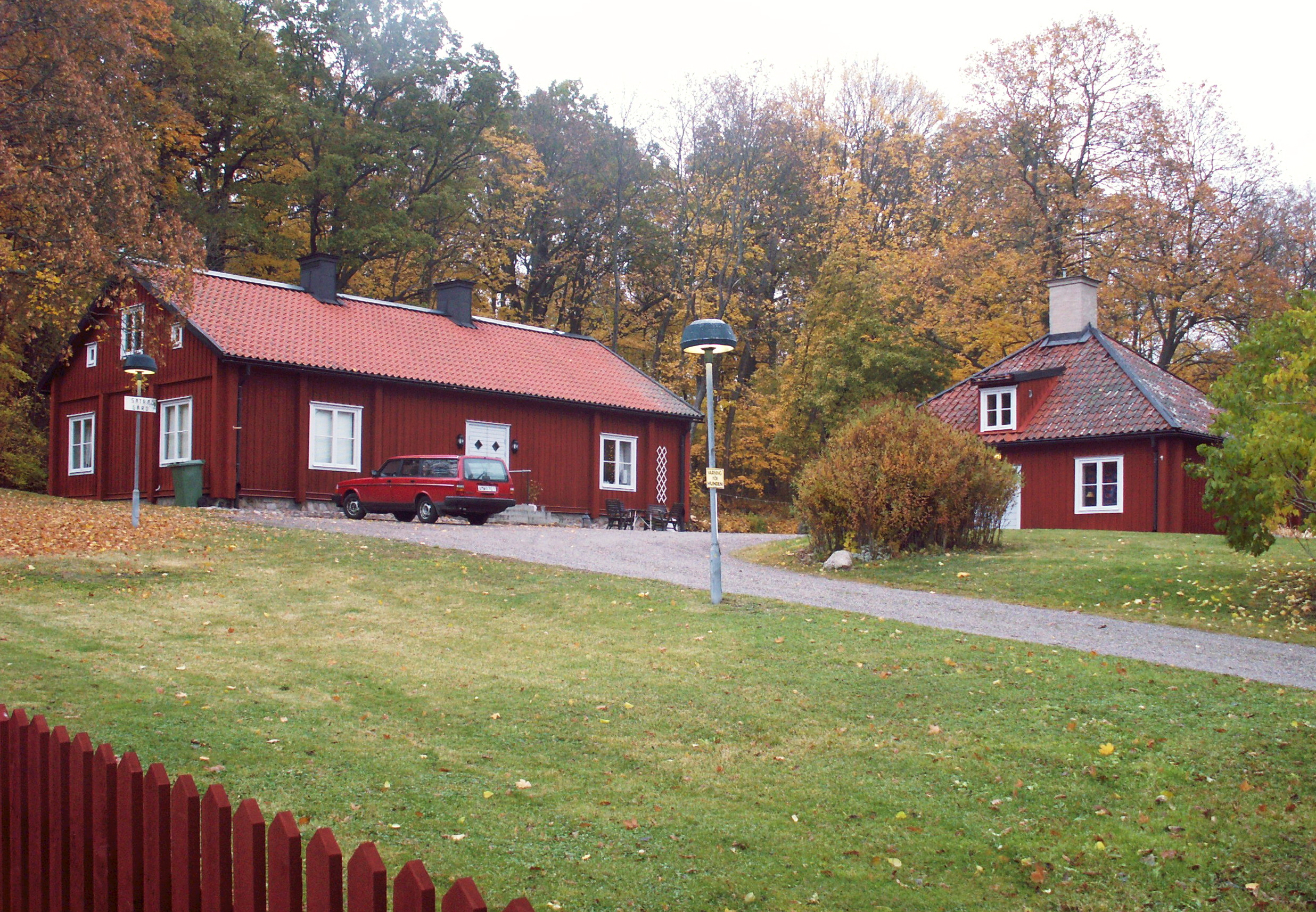
Sätra gårds huvudbyggnad och flygel.

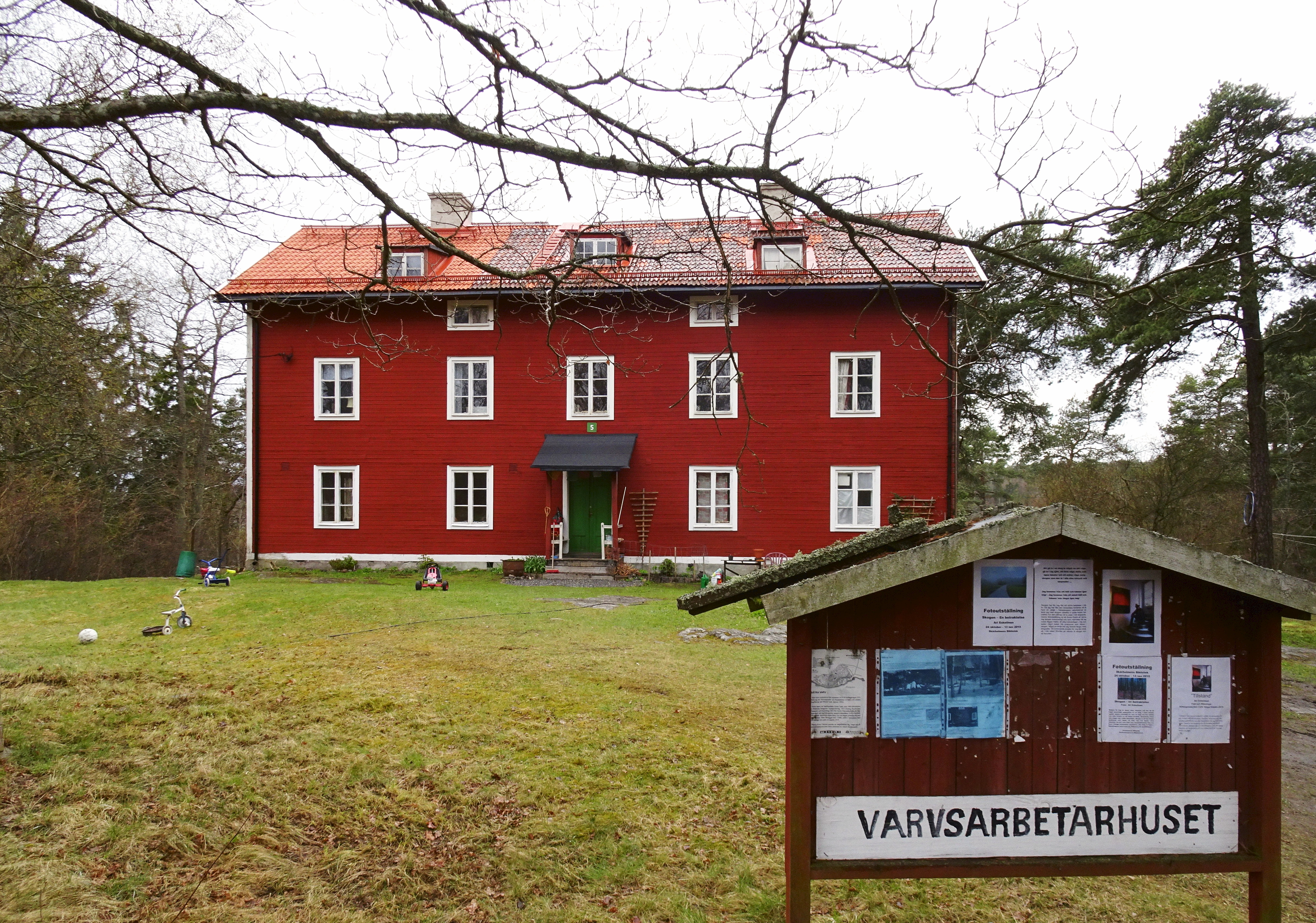
Varvsarbetarhuset vid Sätra varv.

Stadsdelen bildades 1933 efter att året innan räknats till stadsdelen Mälarhöjden.  1956 utökades stadsdelen med den norr om liggande stadsdelen Jakobsberg, detta området bröts sedan ut igen 1961 då med namnet Bredäng.
I samband med den så kallade Sätraaffären köpte Stockholms stad efter hårda förhandlingar marken 1961 från tre kristna stiftelser Ersta diakonissanstalt, Sällskapet Vänner till Pauvres Honteux och Stockholms sjukhem som då ägde marken samt granngården Jakobsberg. I generalplan för Stockholm 1952 hade staden redan skissat en tunnelbana genom området. En ny generalplan för Sätra togs fram 1962 och separata stadsplaner upprättades därefter av konsultföretaget VBB. 
År 1964 började man bygga och fyra år senare var hela stadsdelen i det närmaste färdigställd. Byggherrar var HSB, Stockholmshem och några privata företag. Totalt uppfördes 66 flerfamiljshus, 548 enfamiljshus, 267 radhus, 174 kedjehus och 107 villor. Några av de arkitekter som var inblandade var Åke Porne, Ali Forslund, Carl Erik Sandberg, Åke Östin och Olle Zetterberg. Arkitekturen är enhetlig, med 3 till 4 våningars lamellhus, de flesta i ljus puts. En del radhuslängor uppfördes i betongelement.
Sätra och Bredäng brukar genom sin form och storlek något felaktigt hänföras till det så kallade Miljonprogrammet. Beslutet om detta program togs av Riksdagen 1965 då Sätra och Bredäng var näst intill färdiga och inflyttade. Områdena kan ändå ge en föraning om vad som skulle komma. Tunnelbanestation och centrum utgör tillsammans navet, och närmast dessa ligger höghus med hyresrätter, samt en grundskola (tidigare fanns två skolor till i Sätra). Strax öster om centrumet ligger Sätra industriområde, med enkel industribebyggelse från 1960-talets slut och 1970-talet. Två hus utmärker sig med sin genomarbetade arkitektur: Honeywells kontorsbyggnad från 1968 (arkitekt Bo Möller) och Canonhuset från 1978 (arkitekt Tengbom).
Åt väster följer fler bostadshus. Närmast centrumet är husen upp till 8 våningar höga, för att sedan övergå till trevåningshus med trappor. Än längre bort ligger radhusen och sist, närmast vattnet, ligger villorna. Till nyare bebyggelse räknas bostadshuset Kungsterrassen som uppfördes 2013-2014 efter ritningar av KOD Arkitekter. Marken nyttjades tidigare som parkering för intilliggande tunnelbanestation Sätra. Byggnaden ligger öster om tunnelbanestationen och väster om Sätra kyrka (byggd 1966). Byggnaden blev inflyttningsklar år 2014 och nominerades till Årets Stockholmsbyggnad 2015.
För att förbättra kommunikationerna mellan Sätra och Segeltorp över Södertäljevägen uppfördes 2008 Smistabron för gående och cyklister. Bron är ritad av Rundquist Arkitekter och sträcker sig i ett enda spann över motorvägen.

### Fokus Skärholmen
Fokus Skärholmen är ett pilotprojekt inom stadsutveckling, som kommer att omfatta stadsdelarna Bredäng, Sätra, Skärholmen och Vårberg. Pilotprojektet ska utveckla en metod för att ta fram större generella detaljplaner för Stockholms stad i framtiden. Målet med projektet är att bygga 4000 bostäder fram till 2030 och stärka stadsdelarnas utbud av bostäder, skolor, förskolor, arbetsplatser, mötesplatser och grönområden. En viktig målsättning i projektet är att stärka den sociala hållbarheten i stadsutvecklingsområden. I projektet Fokus Skärholmen är ”stadens puls i förortens grönska” i fokus. Projektet syftar till att ta hänsyn till värdefulla kvalitéer i stadsdelen och tillföra nya värden som kan utveckla och stärka stadsdelen. I Västra Sätra vid Björsätravägen planeras det för ca 500-1 500 nya bostäder. 

### Sätra centrum

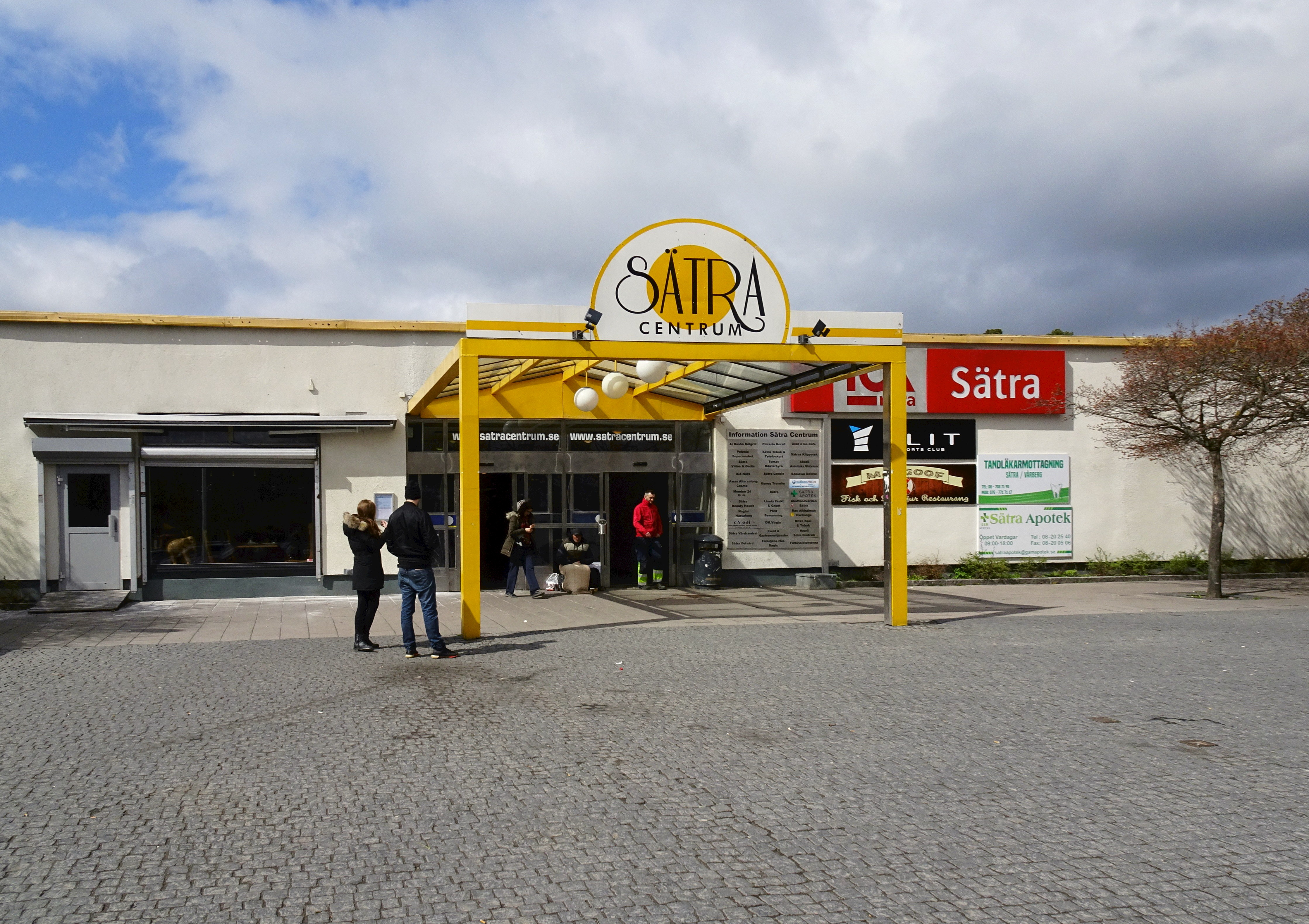
Entrén till Sätra centrum, 2016.

Stadsdelens centrum planerades för tre stora snabbköp (fast det blev bara ett ICA och ett numera försvunnet Konsum) och ett tiotal kompletterande småbutiker (bland annat ett apotek, ett postkontor och en bank som efter cirka 15 år försvann alla tre), allt samlat i en egen byggnad som placerades tvärs över tunnelbanan. Centrumhuset ritades av konsultföretaget VBB med arkitekterna Gunnar Lindman, Harald Mjöberg och Åke Arell och invigdes 16 maj 1965. Det är Stockholms första inomhuscentrum. Inspirationen kom från USA:s inglasade shoppingcentra. Kring en öppen hall grupperade sig ett stort antal butiker och härifrån öppnade sig även biljetthallen till tunnelbanan. Ett långt skärmtak sträckte sig ut mot torget och man skyltade inte med "Sätra centrum" utan med "Station Sätra".
Arkitekten menade i en tidningsintervju 1962 att det skulle bli "i hög grad accepterat av husmödrarna". Dock fick Sätras inomhuscentrum snart konkurrens av närliggande centrumanläggningar, inte minst av Skärholmens centrum som invigdes 1967 och Sätra centrum hade därefter en tynande tillvaro. Många förslag och diskussioner om hur Sätras centrumanläggning skulle kunna moderniseras fördes på 1990-talet. I ett av förslagen skulle centrumet höjas med flera bostadsvåningar och kopplas samman med Segeltorp på andra sidan av Södertäljevägen. År 2006 förvärvade en ny fastighetsägare Sätra centrum och en ombyggnad började. Resultatet blev en ny byggnadskropp i två våningar mitt inne i hallen och den ursprungliga rymligheten försvann därmed. En viss koppling till Segeltorp förverkligades 2008 då Smistabron invigdes. 2016 övergick ägandet av centrum till företaget Ca invest.

## Kulturhistoriskt värdefull bebyggelse
I Sätra finns några områden och enskilda byggnader som av Stockholms stadsmuseum betraktas som kulturhistoriskt värdefull. Hit räknas radhusen i kvarteret Gillsätra, ritade av Åke Östin. Dessa är grönklassade, vilket innebär att fastigheten har bebyggelse som är särskilt värdefull från historisk, kulturhistorisk, miljömässig eller konstnärlig synpunkt. Stora delar av Sätra har gul klassificering, vilket innebär att bebyggelsen är av positiv betydelse för stadsbilden och/eller av kulturhistoriskt värde. Fem byggnader i Sätra har blå klassificering (Canonhuset, Sätra gård, Sätra vattentorn och Varvsarbetarhusen vid Sätra varv) vars kulturhistoriska värde motsvarar fordringarna för byggnadsminnen i kulturminneslagen.

Nutida bilder, bostäder
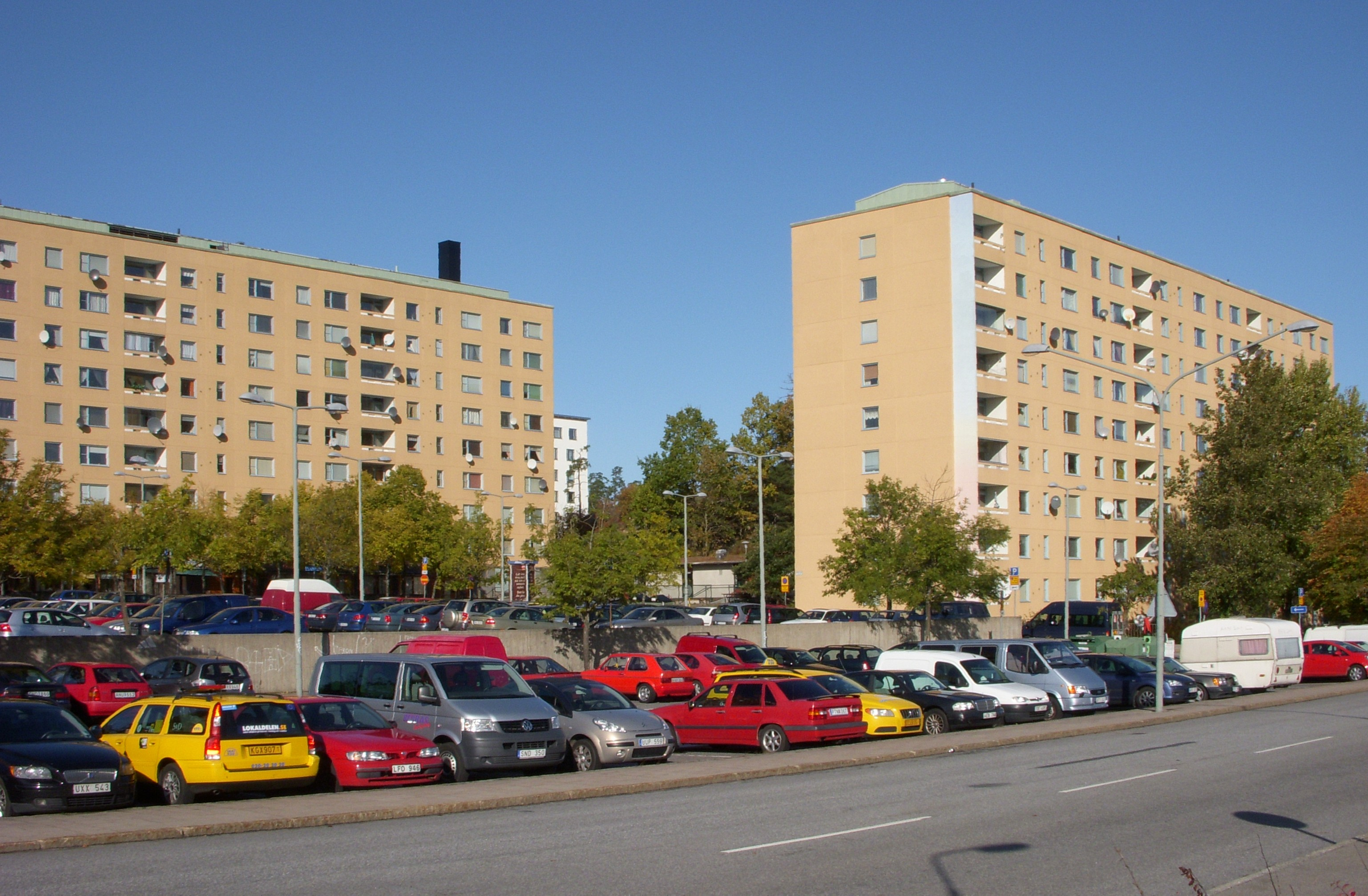
Sätras skivhus vid centrum.
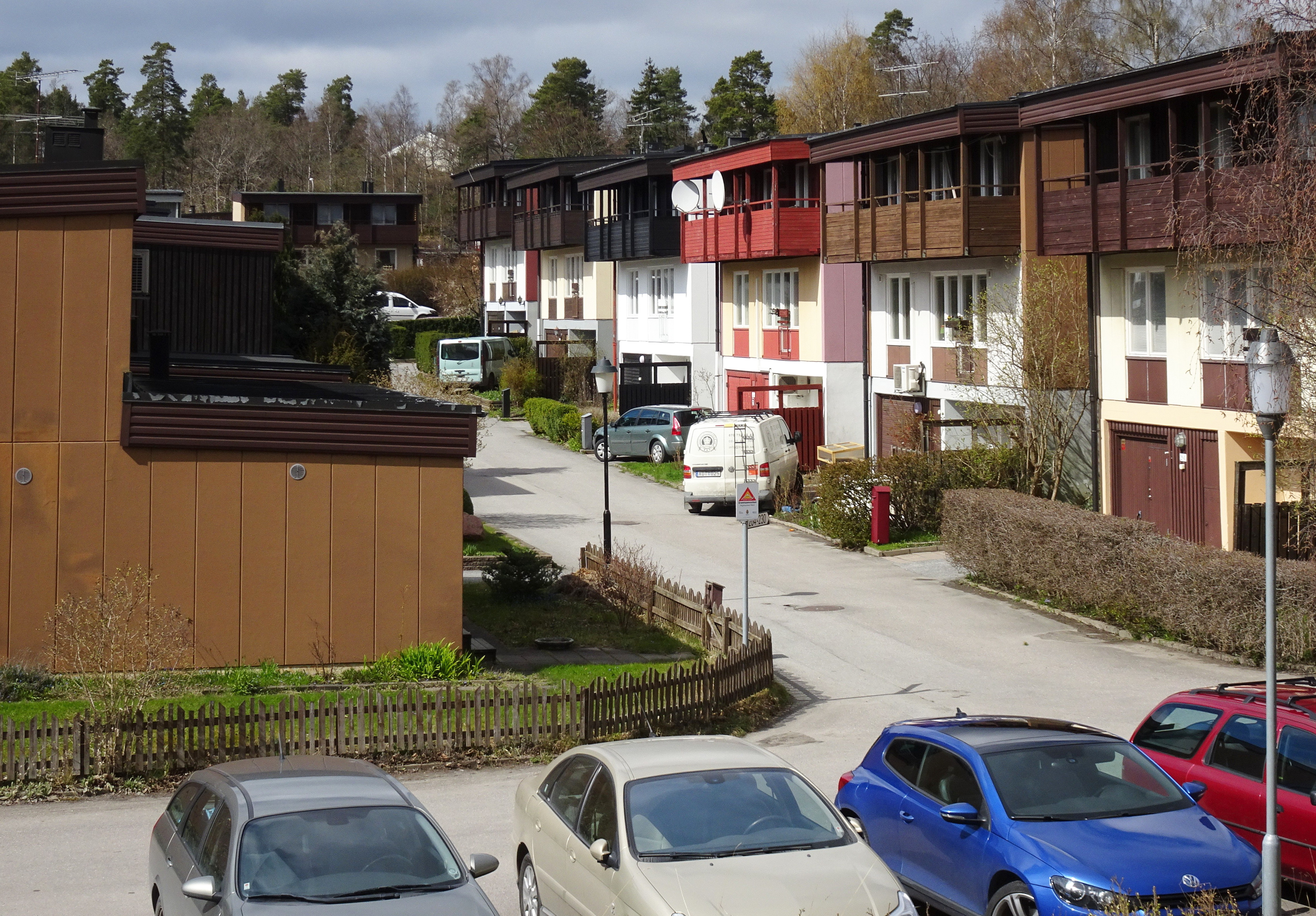
Radhus vid Ålgrytevägen.
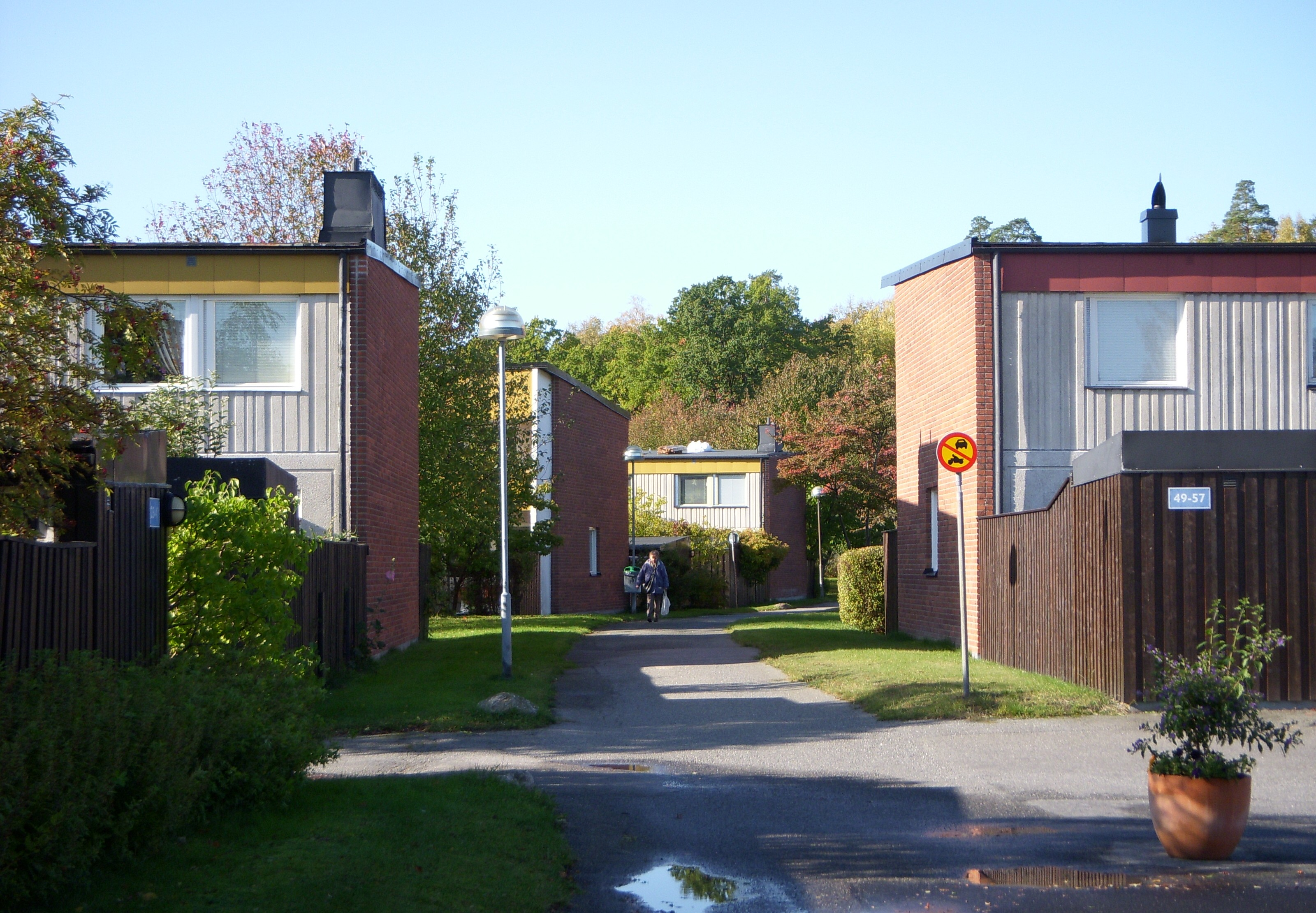
Radhus i kvarteret Gillsätra.
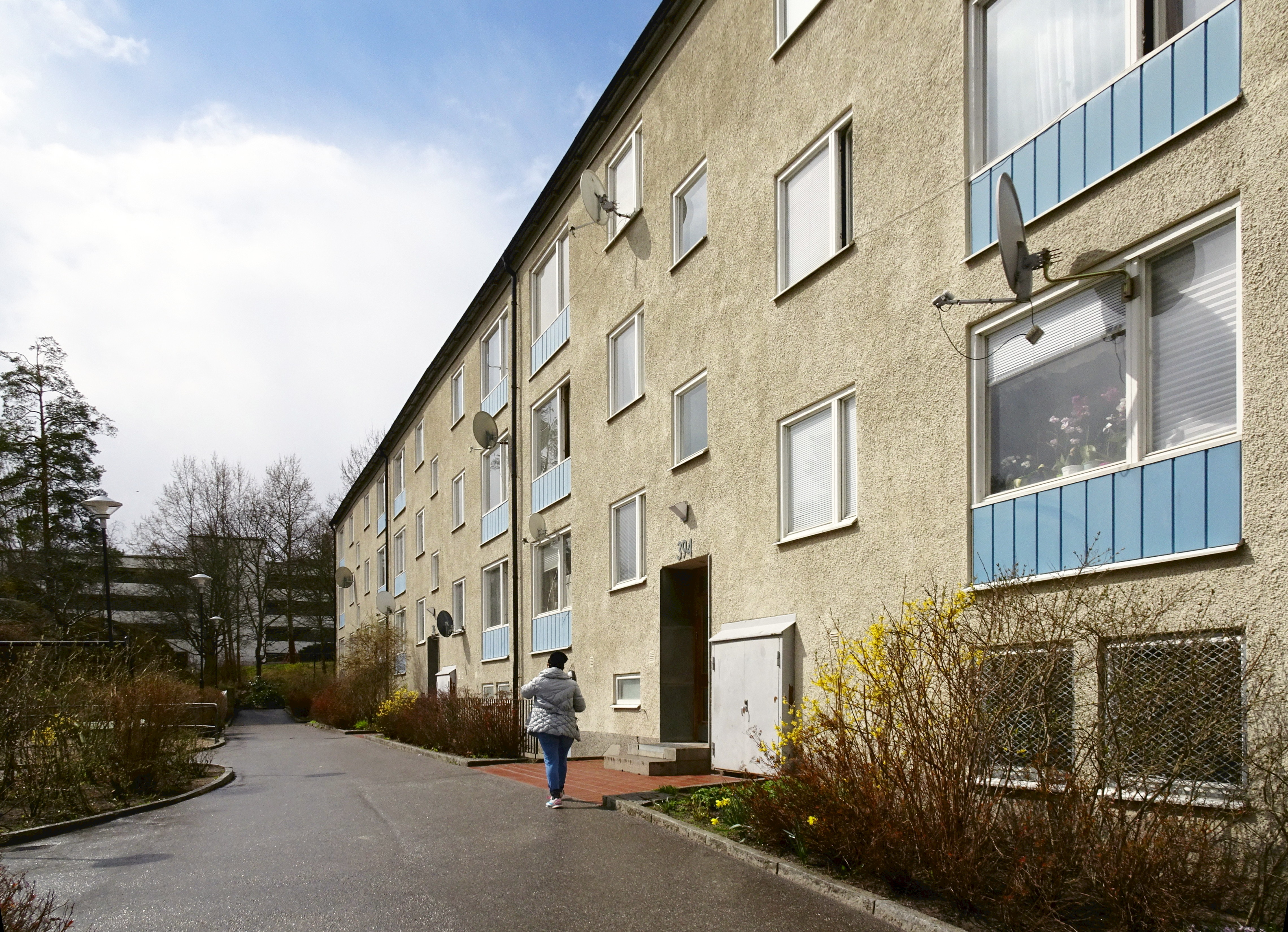
Lamellhus vid Aspsätravägen.
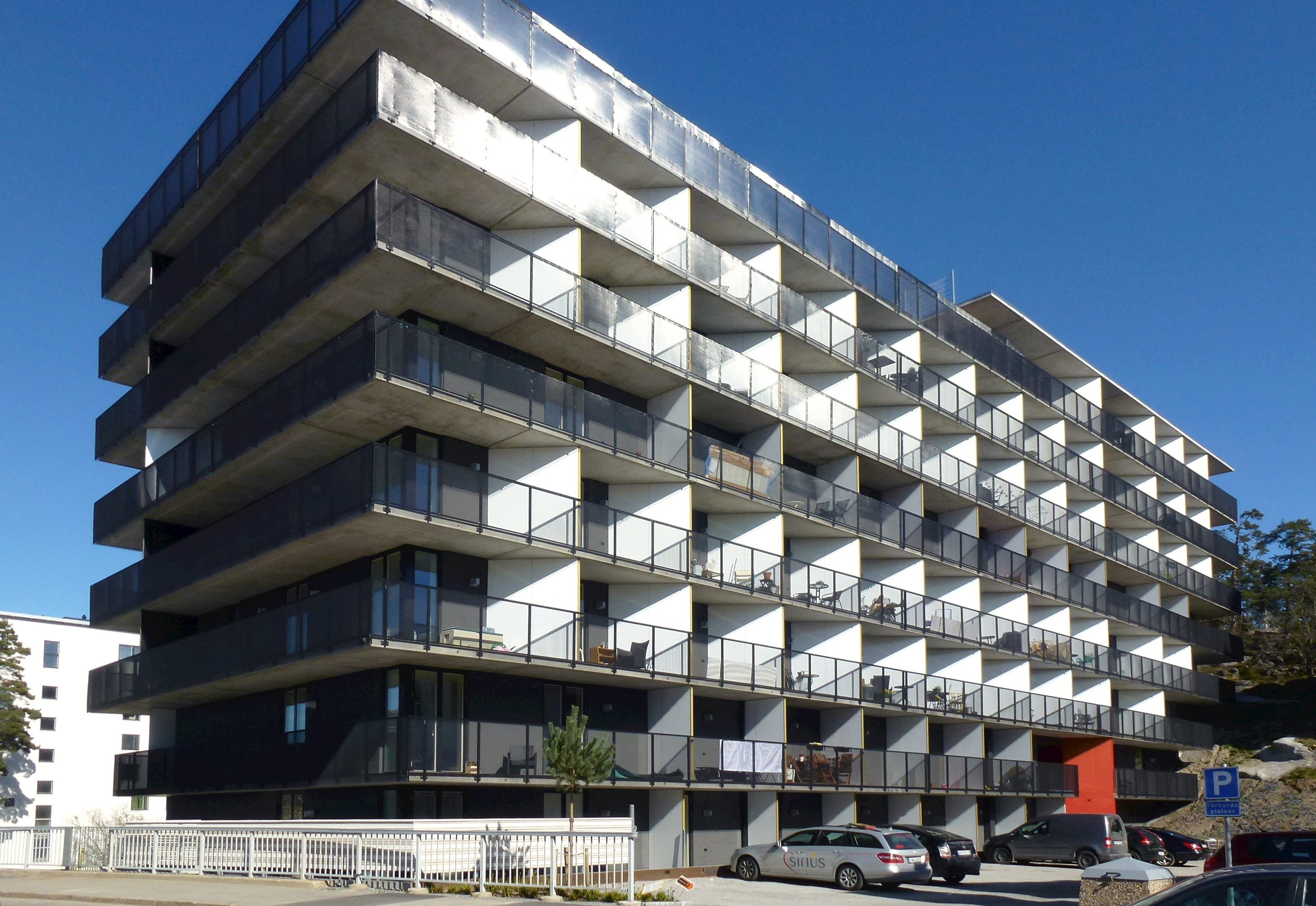
Kungsterrassen.

Nutida bilder, övrigt
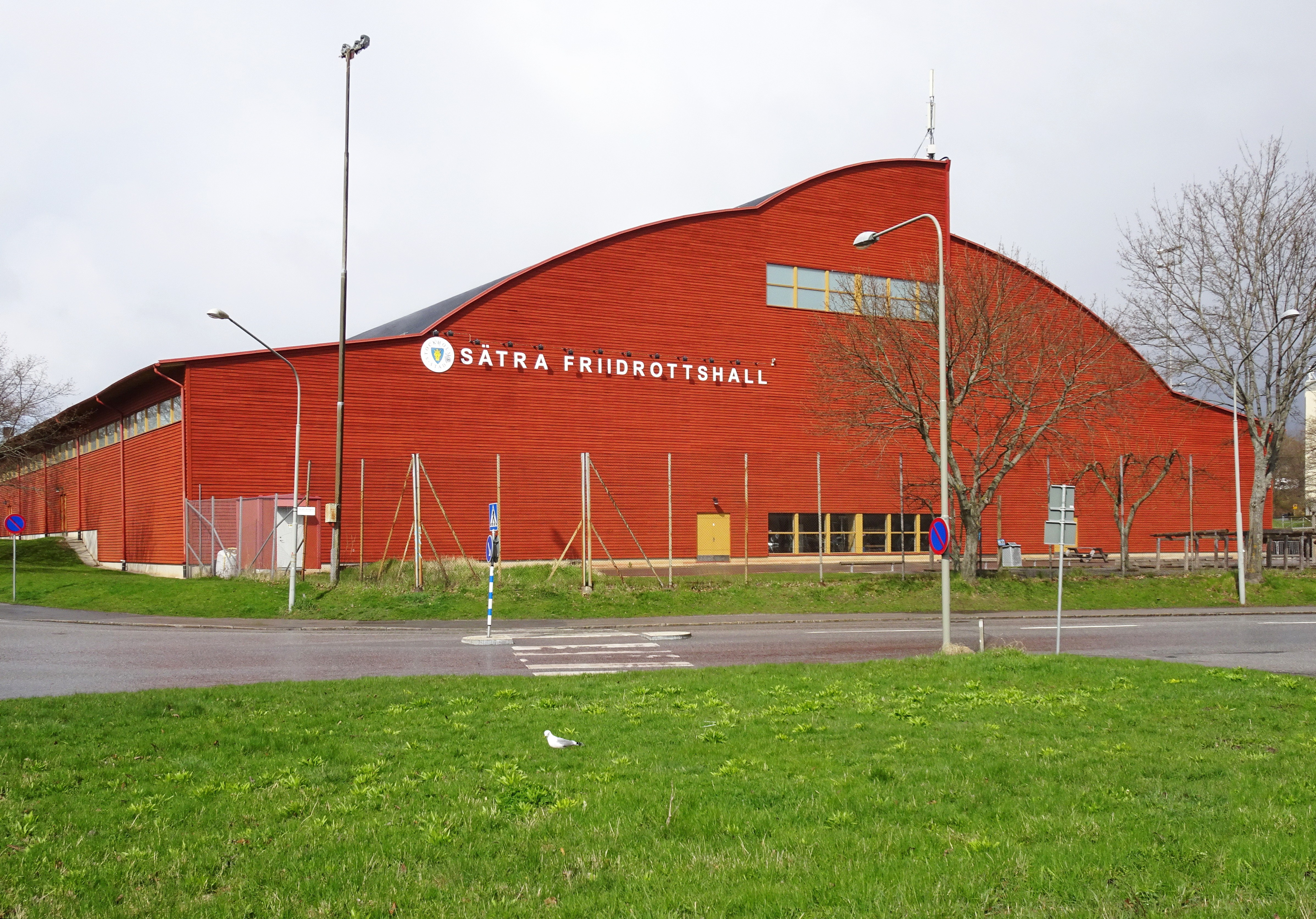
Sätra friidrottshall.
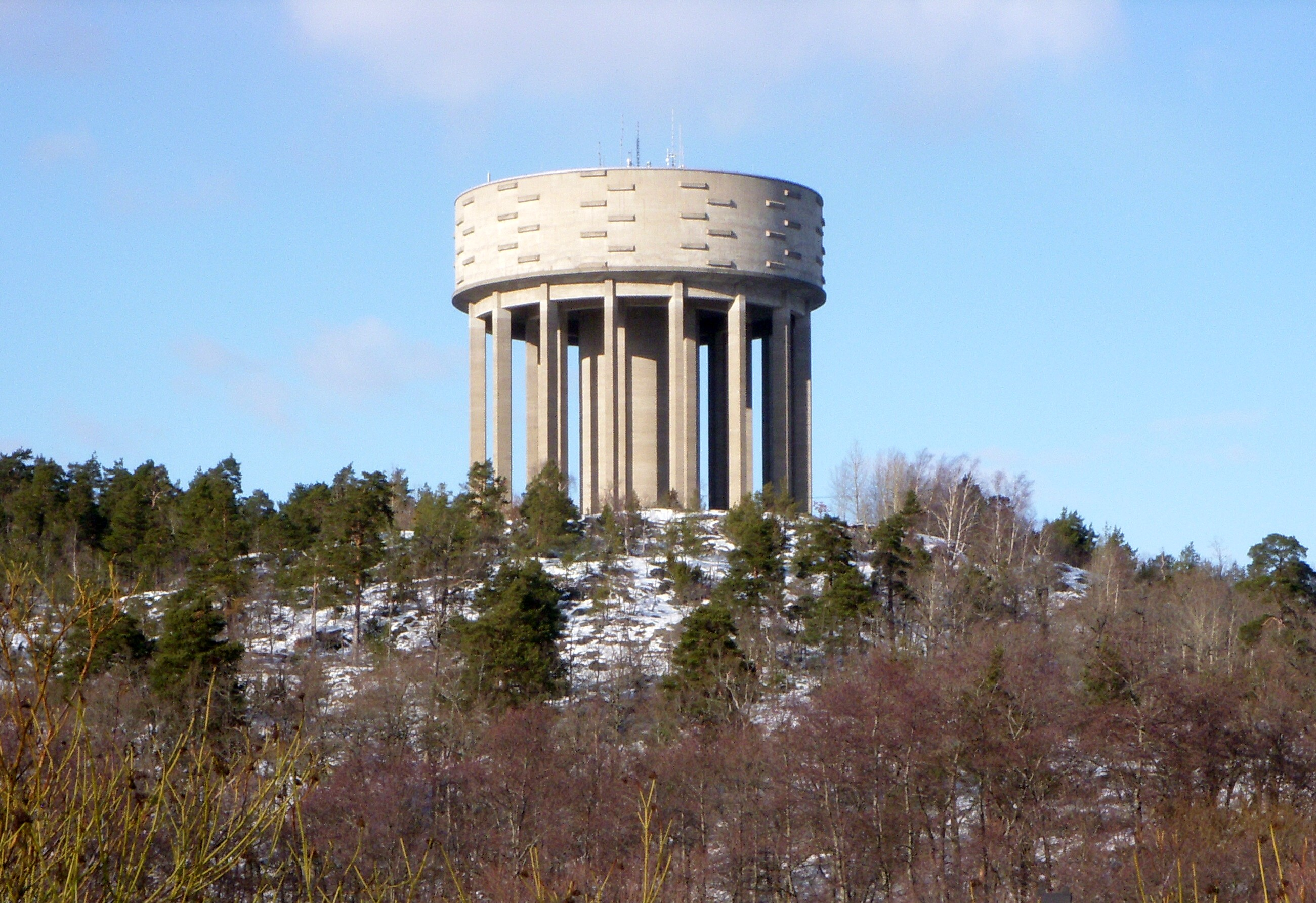
Sätra vattentorn.
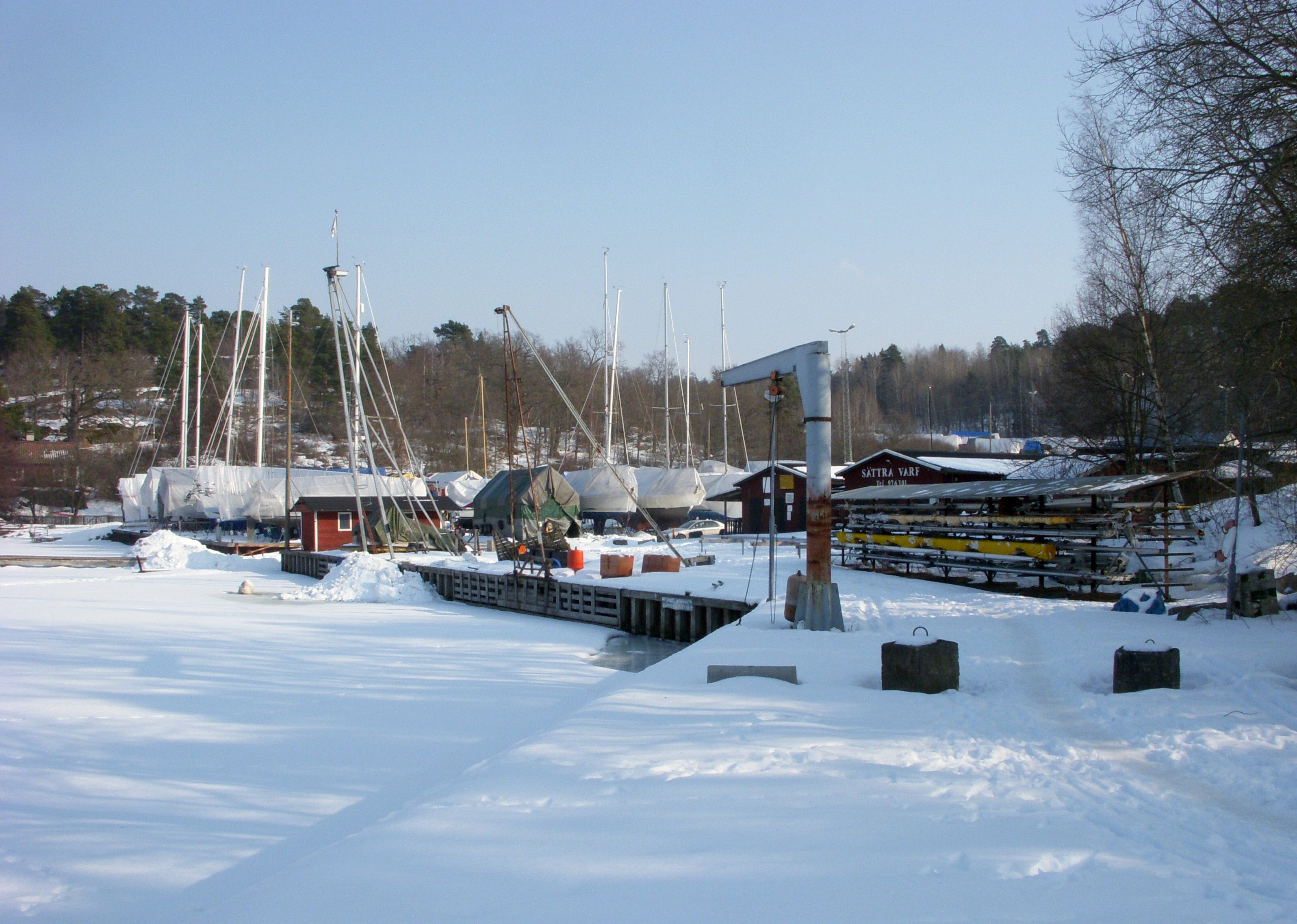
Sätra varv.
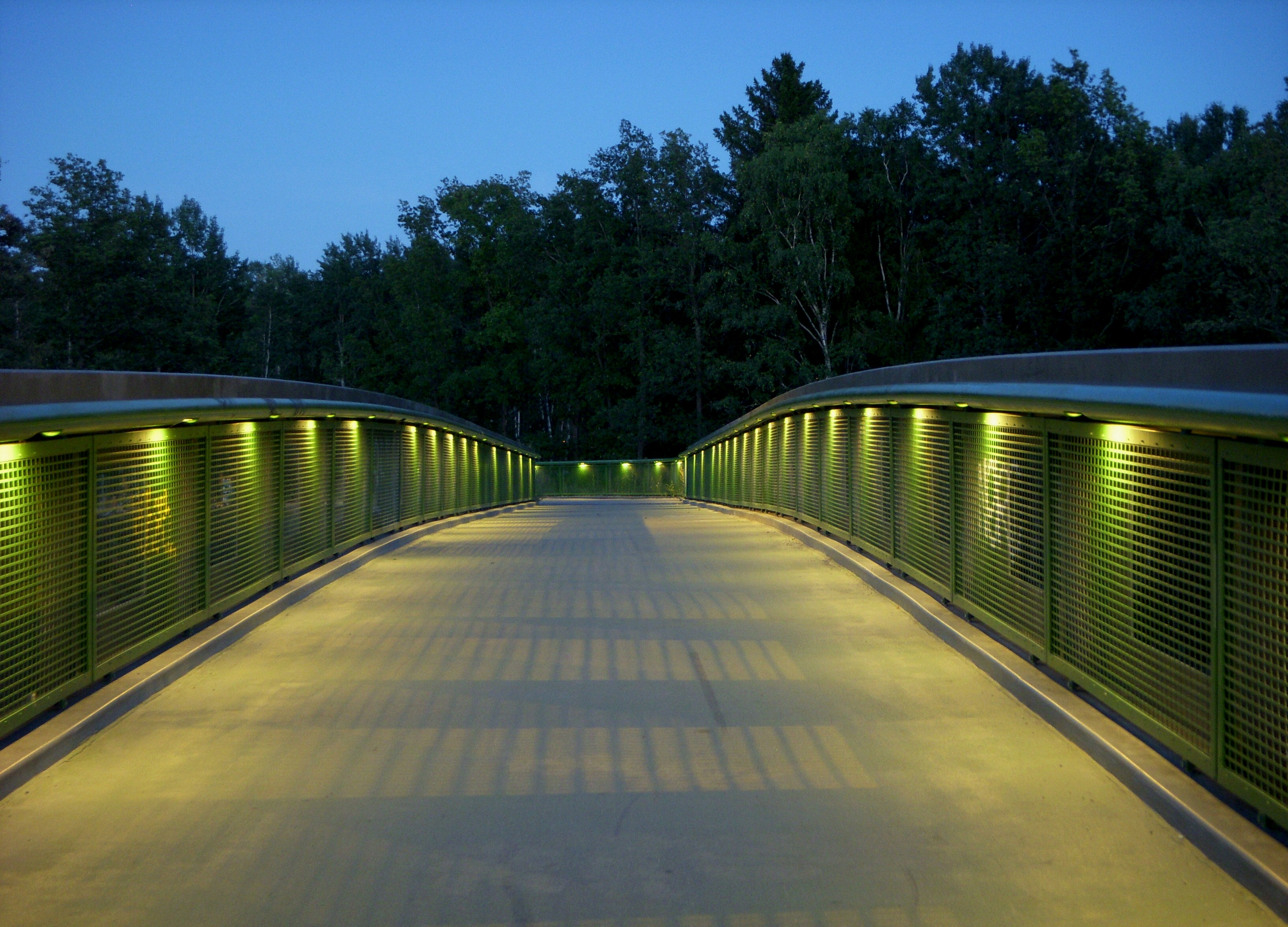
Smistabron.
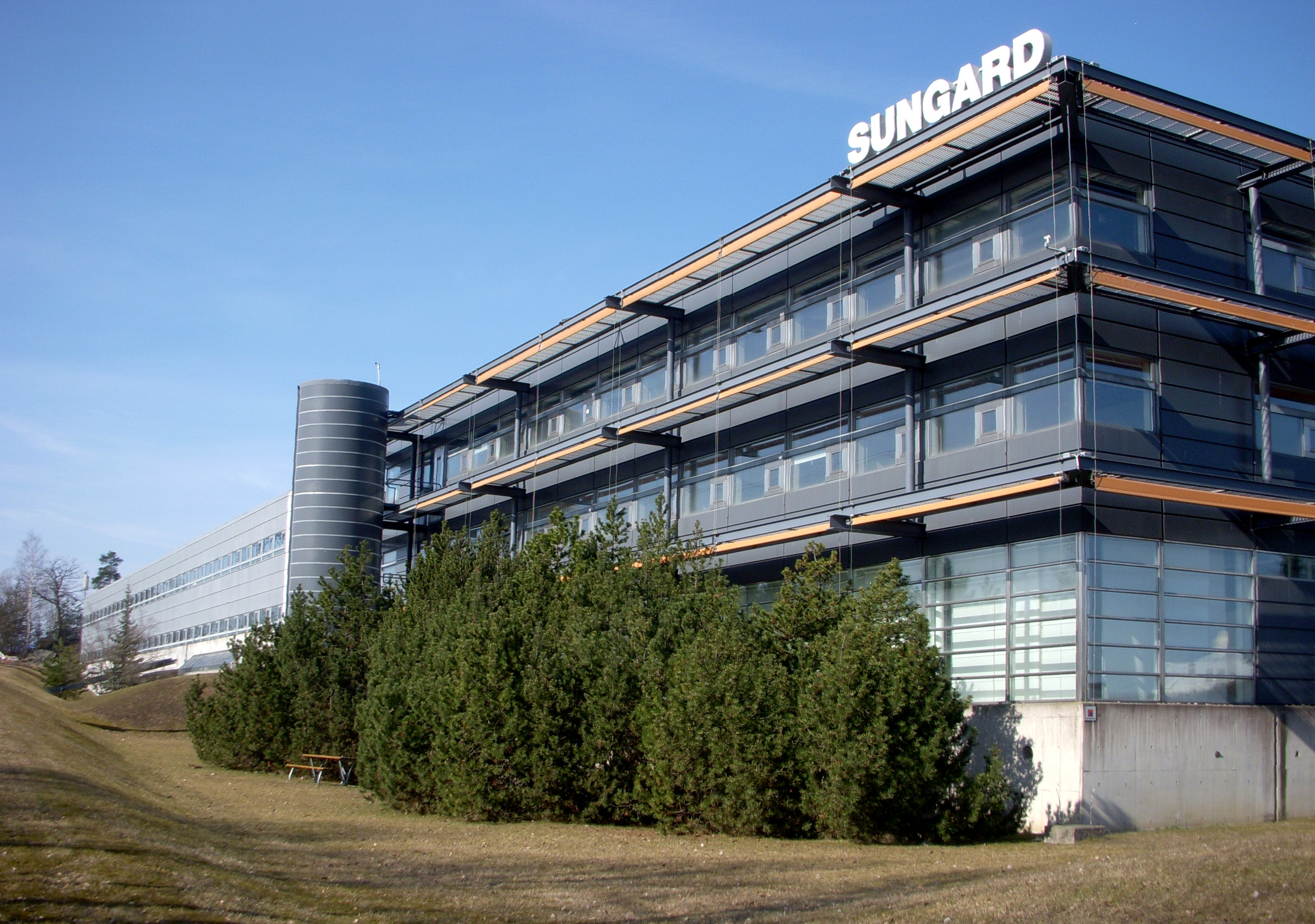
Canonhuset.

## Parker och grönområden

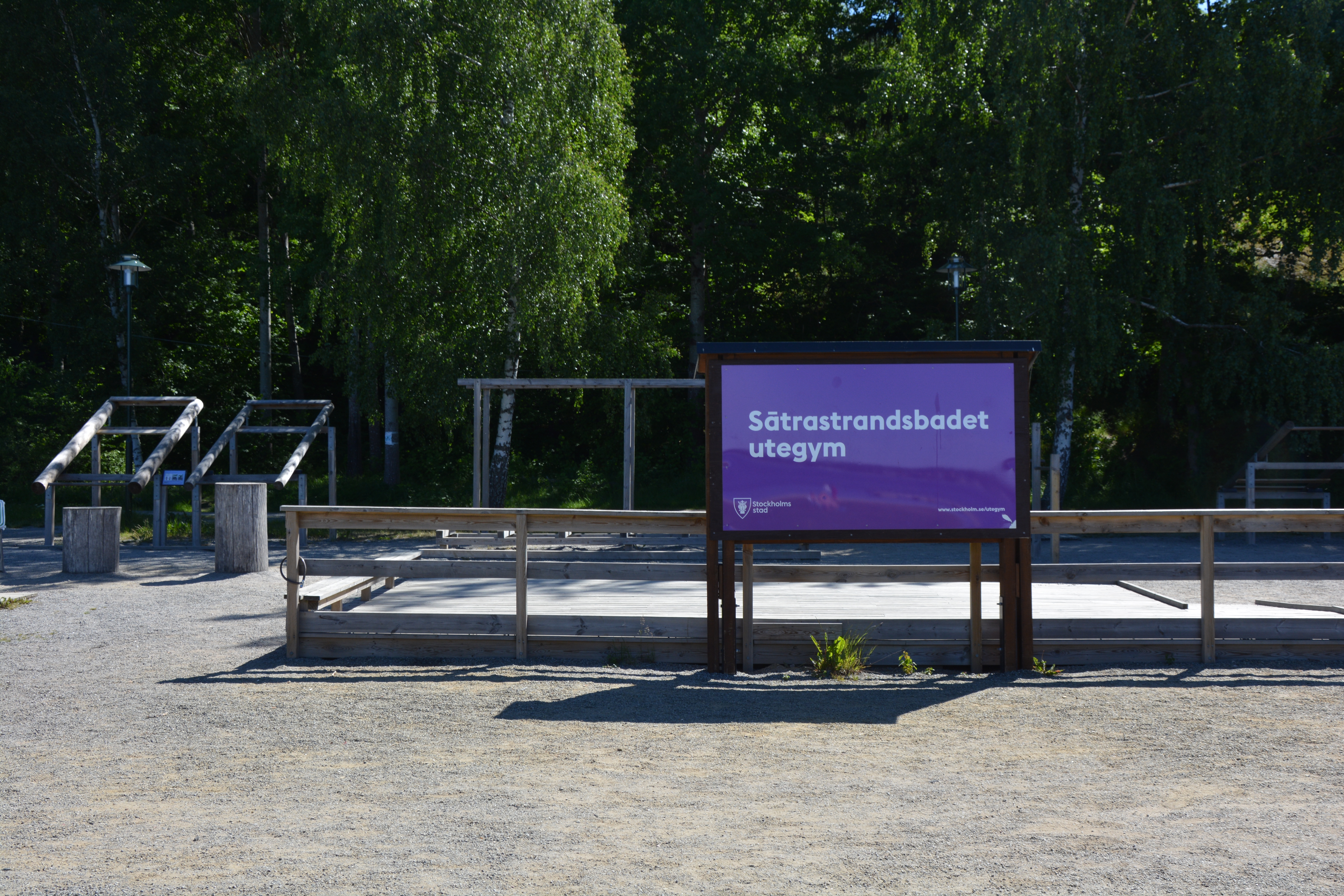
Sätrastrandsbadet utegym, 2016.

Nordväst om Skärholmen, Sätra och Bredäng ligger Sätraskogens naturreservat. Sommaren 2006 inrättades friområdet som naturreservat och området innehåller öppna ängar, ekbackar och gammal granskog. Genom naturreservatet från Liljeholmen till Vårberg sträcker sig en strandpromenad utmed Mälarens strand. Promenadstigen bjuder på utblickar över Östra Mälaren mot Kungshatt och Ekerölandet samt över Fiskarfjärden. Hela reservatet är på 256 ha, varav 206 ha land och 50 ha vatten. Högsta punkt är Sätra berg med 71 m ö.h. här står Sätra vattentorn. Genom naturreservatet, längs strandpromenaden leder även Hälsans stig, som börjar i Skärholmens centrum och slutar i Bredäng.
Vid Mälaren ligger Sätrastrandsbadet med sand- och gräsytor, toaletter, volleybollplan, grillplatser, kiosk med servering och ett utegym .  
I Sätra finns tre stora parker, bland annat Kulans parklek, Sätradalsparken med bland annat en plaskdamm och Borgmästar Skyttes lekpark.

## Demografi
Den 31 december 2022 hade stadsdelen 7 695 invånare, varav cirka 66,8% med utländsk bakgrund.

## Föreningsliv i Sätra
I hela stadsdelsnämndsområdet finns över 120 ideella föreningar och i stadsdelen Sätra finns ett antal föreningar som riktar sig främst till barn och ungdomar. Några av dessa föreningar är idrottsföreningarna Sätra MMA, IK Ängen/Sätra, Sätra SK, Sätra Båtsällskap-Segling. Andra ideella föreningar som finns i Sätra är bland annat Sätra Islamiska kulturförening, PRO Sätra, Sätra Varvs intresseförening och Nattvandring Sätra.

## Idrottsanläggningar

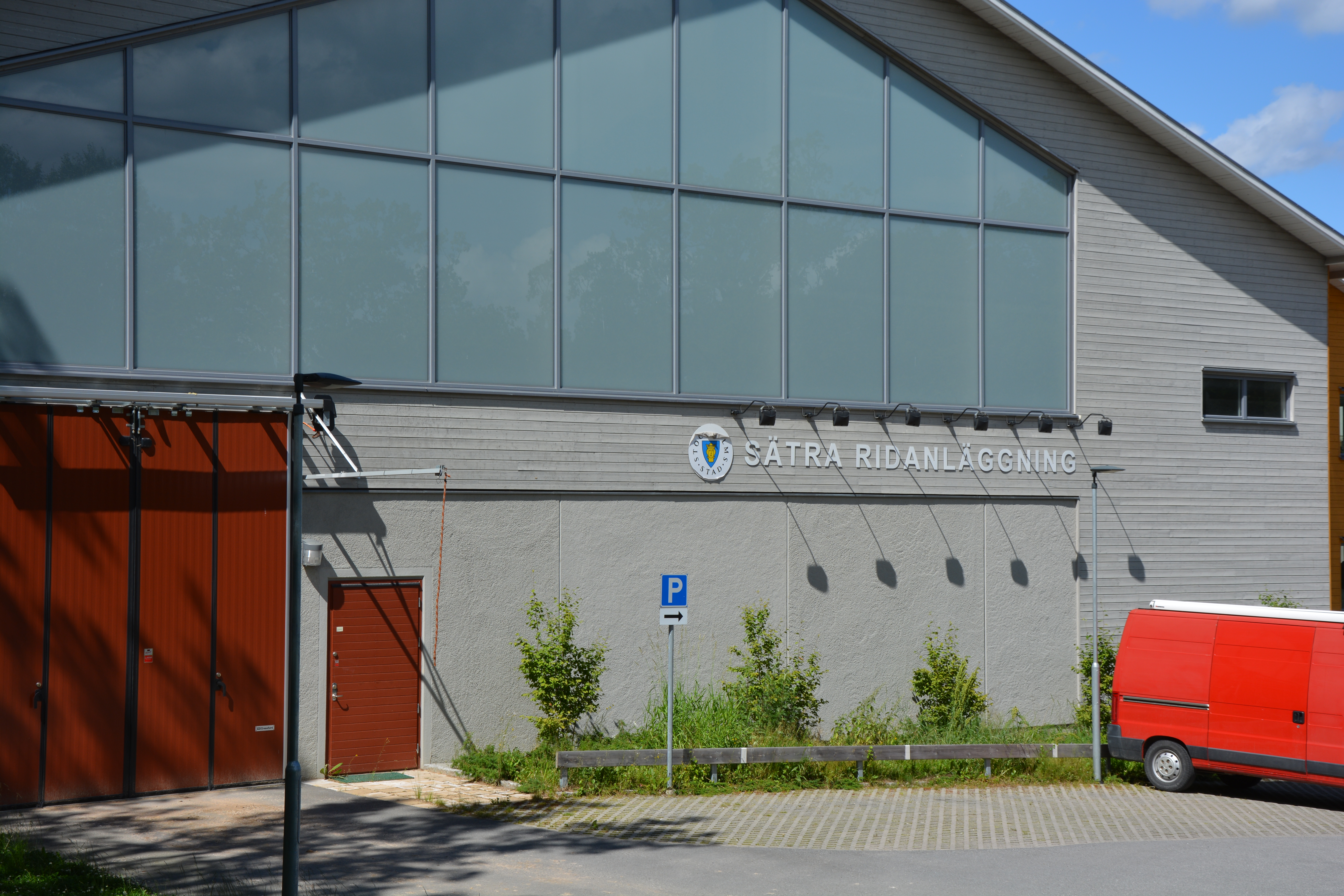
Sätra ridanläggning

- Sätra friidrottshall är en inomhushall med löparbanor[14] och i anslutning till friidrottshallen ligger Sätra IP. Sätra friidrottshall är specialinredd för friidrott, bland annat med en doserad löparbana. Här har SM i inomhusfriidrott hållits 2015.
- MB-hallen är en ishall med cirka 450 sittplatser och 400 ståplatser[15]. Ishallen ligger på Sätra IP.
- I Sätra finns Mälarhöjdens ridskola som håller till i Sätra ridanläggning.[16]

## Kyrkor och församlingar i Sätra
- 1966 invigdes Sätrakyrkan som var en så kallad samarbetskyrka mellan Svenska kyrkan (Skärholmens församling) och Evangeliska Fosterlands-Stiftelsen. Sedan 2012 är kyrkan en orientalisk katolsk kyrka kallad Den helige Marouns kyrka.
- I Sätra finns också Edsätrahemmet som är ett privat ålderdomshem och servicehus vilket har sitt ursprung i en "mödraförening" bland kvinnorna i baptistförsamlingarna i Stockholm.[17]

## Tunnelbanestationen

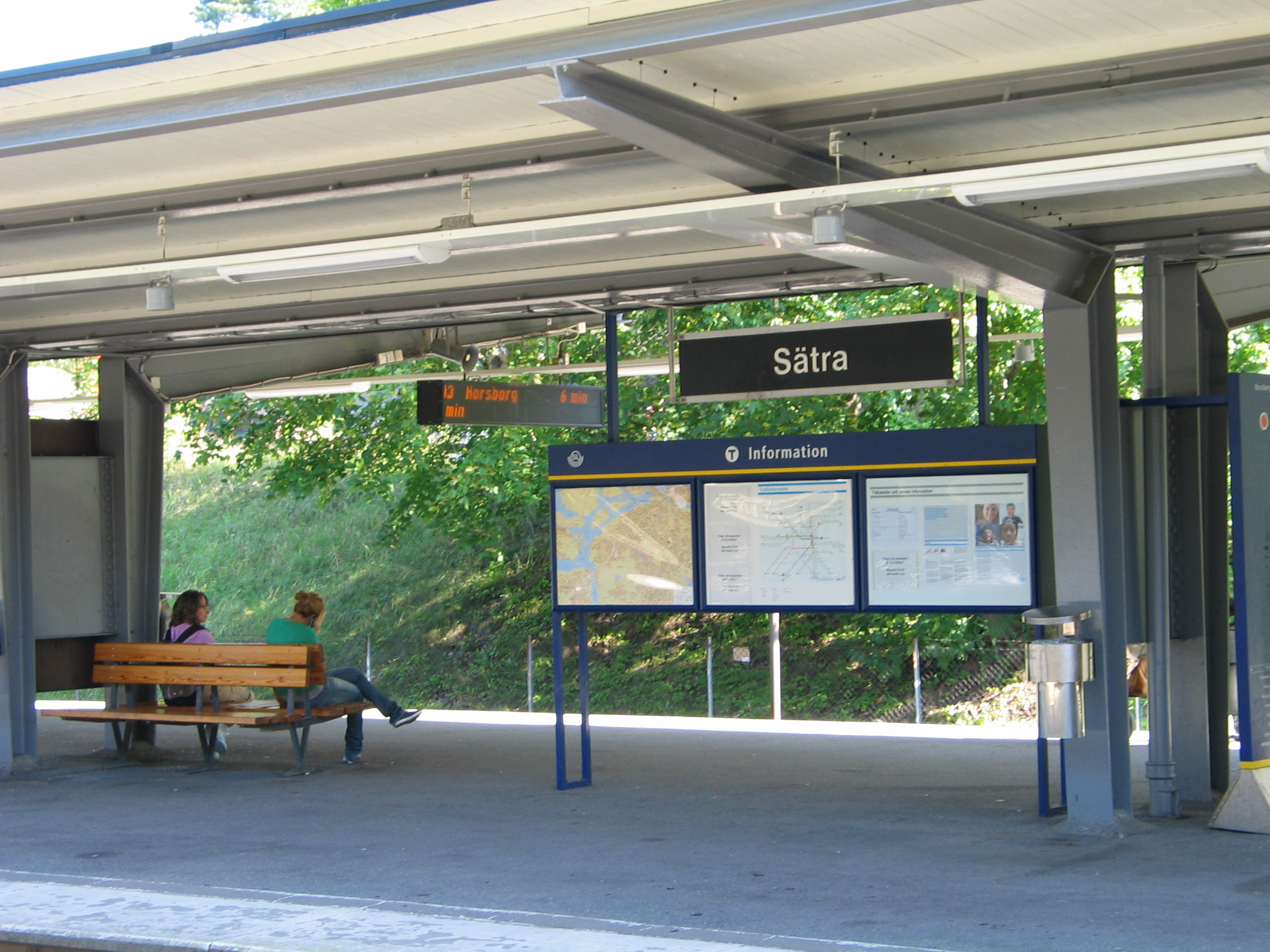
Tunnelbanestationen Sätra.

Sätra har sedan 1965 en tunnelbanestation på röda linjen. Den var ändstation fram till 1 mars 1967, då banan förlängdes.

## I populärkultur
Sätra var under 1990-talet Mälarviken för svenska folket, då utomhusscenerna i TV4:s dramaserie Tre Kronor till största del spelades in här.